# 科布 (加利福尼亞州)
科布（英語：Cobb）是位於美國加利福尼亞州萊克縣的一個人口普查指定地區。

## 地理
科布的座標為38°49′20″N 122°43′23″W / 38.82222°N 122.72306°W，而該地最高點為海拔高度802米（即2631英尺）。

## 人口
根據2010年美國人口普查的數據，科布的面積為12.920平方千米，當中陸地面積為12.898平方千米，而水域面積為0.022平方千米。當地共有人口1778人，而人口密度為每平方千米137人。